# Kleisti
Kleisti es un barrio de la ciudad de Riga, Letonia.

## Superficie
Posee una superficie de 18,730 kilómetros cuadrados (1873 hectáreas).

## Población
Hasta 2021 presentaba una población de 455 habitantes, con una densidad de población de 24,292 habitantes por kilómetro cuadrado.

## Transporte

### Rutas
- Autobús: 13, 21, 36, 37, 39, 46, 56.[1]